# Santa Rita de Manapire
Pour les articles homonymes, voir Santa Rita.
Santa Rita de Manapire est l'une des trois paroisses civiles de la municipalité de Las Mercedes dans l'État de Guárico au Venezuela. Sa capitale est Santa Rita.

## Géographie

### Démographie
Hormis sa capitale Santa Rita, la paroisse civile comporte plusieurs localités, dont :
- Paso Matapalo
- Santa Rita